# Хомс
Хомс (араб. حمص‎), также Химс (араб. حِمْص‎) и Хумс (араб. حُمْص‎), известный в доисламской Сирии как Эмеса (др.-греч.  Ἔμεσα) — город в центре западной Сирии, административный центр одноимённой мухафазы. Он находится на высоте 501 метров над уровнем моря. Город расположен на реке Эль-Аси (Оронт), которая разделяет город на две части: восточную, которая представляет собой полоску равнины, протянувшуюся до оросительного канала Хомса, и западную — с более современными постройками. Хомс является транспортным узлом, связан автомобильными и железными дорогами с Дамаском, Халебом, Латакией и другими городами. Расположенный на реке Оронт, Хомс также является центральным связующим звеном между внутренними городами и побережьем Средиземного моря. Расстояние до Дамаска — около 162 км на юг, до Халеба — 192 км на север, до Пальмиры — 150 км на восток, до Тартуса — 90 км на запад.
До Гражданской войны в Сирии Хомс был крупным промышленным центром, и с населением не менее 775 400 человек в 2014 году, это был третий по величине город в Сирии после Алеппо на севере и столицы Сирии Дамаска на юге. Его население отражает общее религиозное разнообразие Сирии, состоящее из мусульман-суннитов, алавитов и христиан. В городе есть несколько исторических мечетей и церквей, и он находится недалеко от замка Крак-де-Шевалье, объекта Всемирного наследия ЮНЕСКО.
Хомс появился в исторических записях только в I веке до н. э., во времена Селевкидов. Позже он стал столицей государства, которым правили Сампсикерамиды. Первоначально это был центр поклонения богу солнца Эль-Габалу, позже он приобрёл значение в христианстве при ромеях. Эмеса была завоевана мусульманами в VII веке и получила своё нынешнее название. На протяжении всей исламской эпохи мусульманские династии, борющиеся за контроль над Сирией, стремились к Хомсу из-за стратегического положения города в этом районе. Хомс начал приходить в упадок при османах, и только в XIX веке город восстановил своё экономическое значение, когда его хлопковая промышленность пережила бум. Во время правления французов город стал центром восстания, а после обретения независимости в 1946 году, центром сопротивления баасистов первым сирийским правительствам. Во время гражданской войны в Сирии большая часть города была разрушена во время осады Хомса; реконструкция пострадавших районов города продолжается, а капитальная реконструкция началась в 2018 году.

## Топонимика
Происхождение современного названия города заключается в том, что оно является арабской формой лат. Emesus, производного от др.-греч. Ἔμεσα. Впервые под названием Эмеса (Эмеза, Hemesa) город упоминается в источниках около 2300 года до н. э.
Большинство источников утверждают, что название Эмеса, в свою очередь, произошло от названия кочевого арабского племени, известного по-гречески как эмисены (Έμεσηνοι), которое населяло этот регион до римского правления. Эмеса была сокращена до Хомса или Химса её арабскими жителями, многие из которых поселились там до мусульманского завоевания Сирии.
Другие источники утверждают, что название Émesa или Hémesa была производным от арамейского названия города Хамас-савба, сочетание Хамас (ивр. חֲמָת‎; сир. ܚܡܬ; «крепость») и Савба (ивр. צובָא‎; сир. ܨܘܒܐ Ṣwba; «близость»). Таким образом, название в совокупности означает «Окружающая крепость», что относится к крепости Хомса и прилегающим равнинам.
Впоследствии город был назван Χέμψ (Khémps) на средневековом греческом языке и как «la Chamelle» (буквально означает «верблюдица» на французском языке, но, вероятно, искажённое арабское название согласно Рене Дюссо) крестоносцами (например, Вильгельм Тирский, История, 7.12, 21.6). Позже название Эмеса было сокращёно до Хомса или Химса его арабским населением.

## История
В течение примерно 2000 лет Хомс служил ключевым сельскохозяйственным рынком, производственной площадкой и торговым центром для деревень северной Сирии. Он также оказывал услуги по обеспечению безопасности во внутренних районах Сирии, защищая их от сил вторжения. Раскопки в цитадели Хомса показывают, что самое раннее поселение на этом месте датируется примерно 2300 годом до нашей эры. Учёные-библеисты отождествили этот город с Хамас-савба из страны Зоба, упомянутой в Библии. В 1274 году до н. э. произошло сражение между войсками Египета при Рамсесе II и Хеттов при Муваталли II около города Кадеш на реке Оронт близ Хомса. Это было, возможно, самое крупное сражение на колесницах, когда-либо происходившее, с участием, возможно, 5000–6000 колесниц.
В XVII веке до н. э. завоеван хеттами. В XIV—XIII вв. до н. э. контролировался Митанни.

Эмесский шлем.

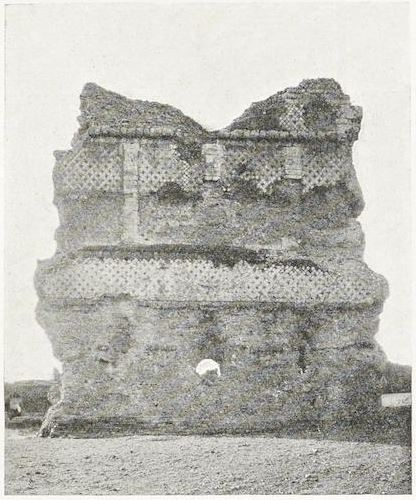

Входил в состав державы Ахеменидов, государства Селевкидов, в 64 году до н. э. перешёл под власть Рима, затем Византии. В Эмесе родилась Юлия Домна. При императоре Каракалле — римская колония. Император Гелиогабал был главным жрецом финикийского бога солнца Элагабала в Эмесе. При Гелиобале Эмеса стала столицей Финикии Ливанской (Φοινίκη Λιβανησία). В 272 году в битве при Эмесе император Аврелиан разбил Зенобию.
Христианство в Эмесе было широко распространено в III—VII вв., а в 637 году Эмеса была завоёвана арабами, которые и дали городу его современное имя.
В XI веке Хомс завоевали сельджуки, во время Первого крестового похода — крестоносцы. В XI веке в горах в 65 км к западу от Хомса был построен замок Крак-де-Шевалье (арабское название Каляят Хосн).
В середине XIII века подвергся монгольскому нашествию, затем вошёл в Мамлюкский султанат. В 1516 году Хомс вошёл в состав Османской империи. 8 июля 1832 года в битве при Хомсе Ибрагим-паша разбил турецкий авангард.
До 1918 года Хомс относился к санджаку Хама в Сирийском вилайете.
С 1920 года под французским мандатом, с 1943 года в составе независимой Сирии.

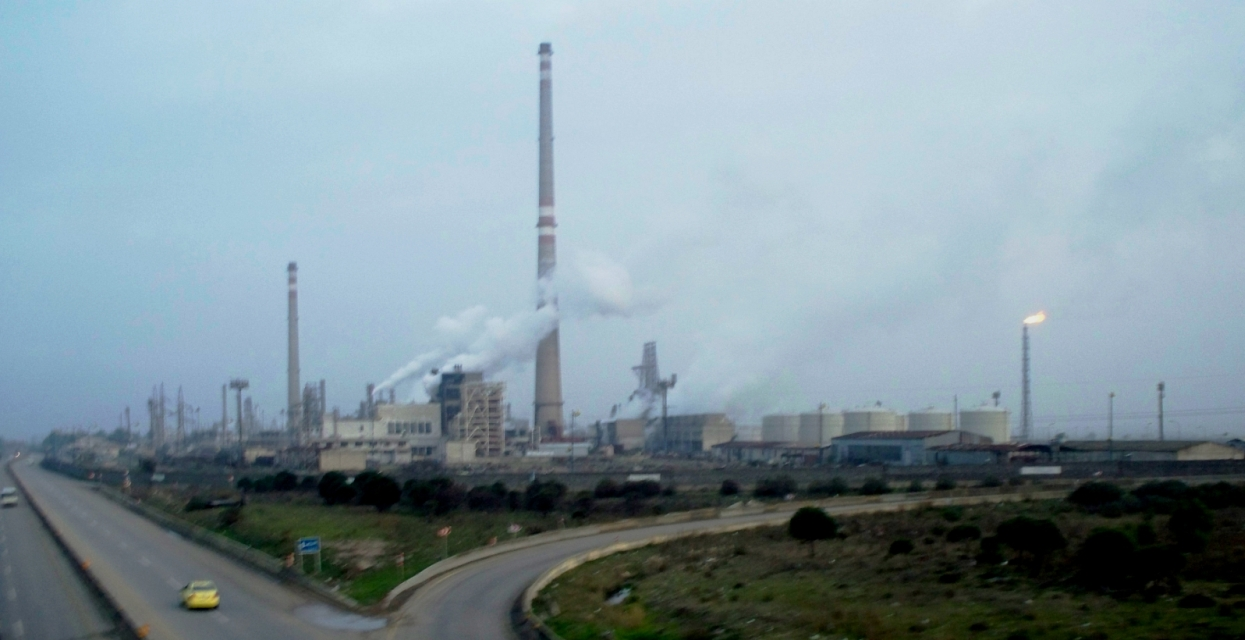
Нефтезавод.

В 1959 году в городе был построен нефтезавод чехословацкой фирмой Техноэкспорт.

### Гражданская война
Хомс значительно пострадал из-за начавшихся весной 2011 года протестных выступлений, которые переросли в массовые беспорядки. 5 сентября в город были введены подразделения сирийской армии, которые начали проведение операции против боевиков, захвативших несколько кварталов в старой части города. В декабре 2011 года — феврале 2012 года последовали кровопролитные столкновения между подразделениями сирийской армии и экстремистами. Особенно пострадало христианское население города.
В результате боевых действий, диверсий и терактов город получил значительные разрушения:
- 27 декабря 2011 года был взорван газопровод, пожар продолжался в течение трёх часов[29].
- 31 января 2012 года боевики взорвали нефтепровод на окраине города, что привело к возгоранию на нефтеперерабатывающем заводе[30].
- 9 февраля 2012 года боевики обстреляли из миномёта нефтеперерабатывающий завод, в результате было повреждено здание и подожжены два резервуара с нефтью[31].
- 10 февраля террористы взорвали несколько заминированных домов в квартале Баба Амр[32].
- 15 февраля боевики взорвали магистральный нефтепровод на окраине города[33], в результате взрыва начался сильный пожар[34].
- 17 февраля боевики взорвали газопровод в городском районе Аль-Султание (al-Sultanieh)[35].
- 18 февраля боевики обстреляли топливные склады на нефтеперерабатывающем заводе, несколько снарядов попали в ёмкости с бензином ёмкостью 50 тыс. тонн топлива. Возникший пожар удалось локализовать[36].

Уже к 29 февраля во многих центральных районах города, захваченных боевиками, прекратилась подача электричества, водоснабжение, вышла из строя канализация.
Активных боевых действий в центральных районах города сирийская армия не проводила, ограничиваясь периодическими обстрелами домов, из которых вели огонь снайперы. Обстрелы снайперов стали для Хомса одной из наиболее существенных проблем. Для того, чтобы уберечься от снайперского огня, жители города были вынуждены возводить прикрывающие оживленные улицы города сооружения из бетонных блоков и даже из массивных уличных мусорных баков. Ещё одну большую проблему для города и его населения представляли обстрелы жилых районов из миномётов (преимущественно самодельными снарядами), в результате которых гибло и получало ранение множество мирных жителей.
К началу 2014 года размеры контролировавшегося боевиками анклава в центре Хомса составляли примерно 1,5 км². Благодаря активным переговорам нового губернатора области Таляля аль-Барази из блокированных районов удалось вывести около 1000 человек, пожелавших покинуть анклав. Большинство эвакуированных составляли женщины, дети и лица пожилого возраста. Эта акция послужила катализатором для массовой капитуляции бывших повстанцев, пожелавших сложить оружие и воспользоваться представляемой государством амнистией.
В мае 2014 года Хомс был полностью взят под контроль войсками Асада.
После взятия, город неоднократно посещали с гуманитарными миссиями представители российской парламентской делегации. Доставка продуктов и медикаментов также осуществлялась силами Координационного центра по примирению враждующих сторон. В апреле 2018 года, для подписания двусторонних соглашений о сотрудничестве, Хомс посетили координатор депутатской группы по связям с парламентом Сирии Д. Саблин и губернатор Ханты-Мансийского автономного округа Н. Комарова.
5 октября сирийские повстанцы с помощью БПЛА уничтожили военное училище в городе.
7 декабря 2024 года повстанцы снова взяли город.

## Население
Население города разные периоды:
| XII век | 1785  | 1860          | 1907   | 1932   | 1960    | 1970    | 1978    | 1981    | 1994    | 2003    | 2004    | 2005    | 2008    | 2011    | 2012    | 2013    | 2017    |
| ------- | ----- | ------------- | ------ | ------ | ------- | ------- | ------- | ------- | ------- | ------- | ------- | ------- | ------- | ------- | ------- | ------- | ------- |
| 7 000   | 2 000 | 15 000–20 000 | 65 000 | 65 000 | 136 000 | 215 423 | 306 000 | 346 871 | 540 133 | 729 657 | 652 609 | 750 000 | 823 000 | 806 625 | 900 492 | 544 428 | 775 404 |

| Религии Хомса      | Религии Хомса | Религии Хомса | Религии Хомса | Религии Хомса |
| ------------------ | ------------- | ------------- | ------------- | ------------- |
| Мусульмане-сунниты |               |               | 75 %          |               |
| Алавиты            |               |               | 15 %          |               |
| Христиане          |               |               | 10 %          |               |

Хомс был одним из крупнейших городов Сирии в XII веке с населением 7000 человек. В 1785 году население Хомса насчитывало более 2000 человек, где основноенаселение состояло из православных христиан и мусульман составлявших равное количество друг к другу. В 1860-х годах население увеличилось до 15 000–20 000 человек. К 1907 году в Хомсе проживало примерно 65 000 человек, из которых две трети были мусульманами, а остальные христианами. В переписи 1981 года население составляло 346 871 человек, увеличившись до 540 133 в 1994 году. Согласно переписи 2004 года, проведенной Центральным статистическим бюро Сирии, население Хомса составляло 652 609 человек, из которых 51,5% составляли мужчины и 48,5% женщины. По независимой оценке на 2005 год, в городе проживало 750 000 человек, а по состоянию на 2008 год население составляло около 823 000 человек. По оценкам, в 2011 году в мухафазе Хомс проживало 1 767 000 человек.
Сегодня население Хомса отражает общее религиозное разнообразие Сирии и состоит в основном из мусульман-суннитов (включая арабов, курдов и туркменов), с меньшинствами алавитов, православных христиан и восточных ассирийских христиан. В дополнение к католикам, евангелистам и маронитам. В 1880-х годах в ходе обследования Западной Палестины было отмечено, что в стране насчитывалось 5500 греческих православных христиан и 1500 сирийских православных христиан. Сиро-яковитский патриархат был переведён в Хомс из Мардина в 1933 году, но в 1959 году переехал в Дамаск.
Во время геноцида армян в начале XX века около 20 000 армян иммигрировали в Хомс и близлежащие деревни. В городе также существует небольшая греческая община.
После начала боевых действий боевики-исламисты из антиправительственных группировок проводили вытеснение христианского населения города, грабили, убивали и похищали христиан с целью выкупа, оскверняли и разрушали церкви. По состоянию на начало февраля 2012 года Хомс решило покинуть 30 % христианского населения. По состоянию на конец июня 2012 года христианские кварталы практически опустели — по данным греко-католиков, из Хомса в Ливан бежало 138 тыс. единоверцев, не считая 50—70 тыс. прихожан Сирийской православной церкви. Несмотря на все трудности, на 2016 год христиане составляли десять процентов от всего населения города.

## Достопримечательности

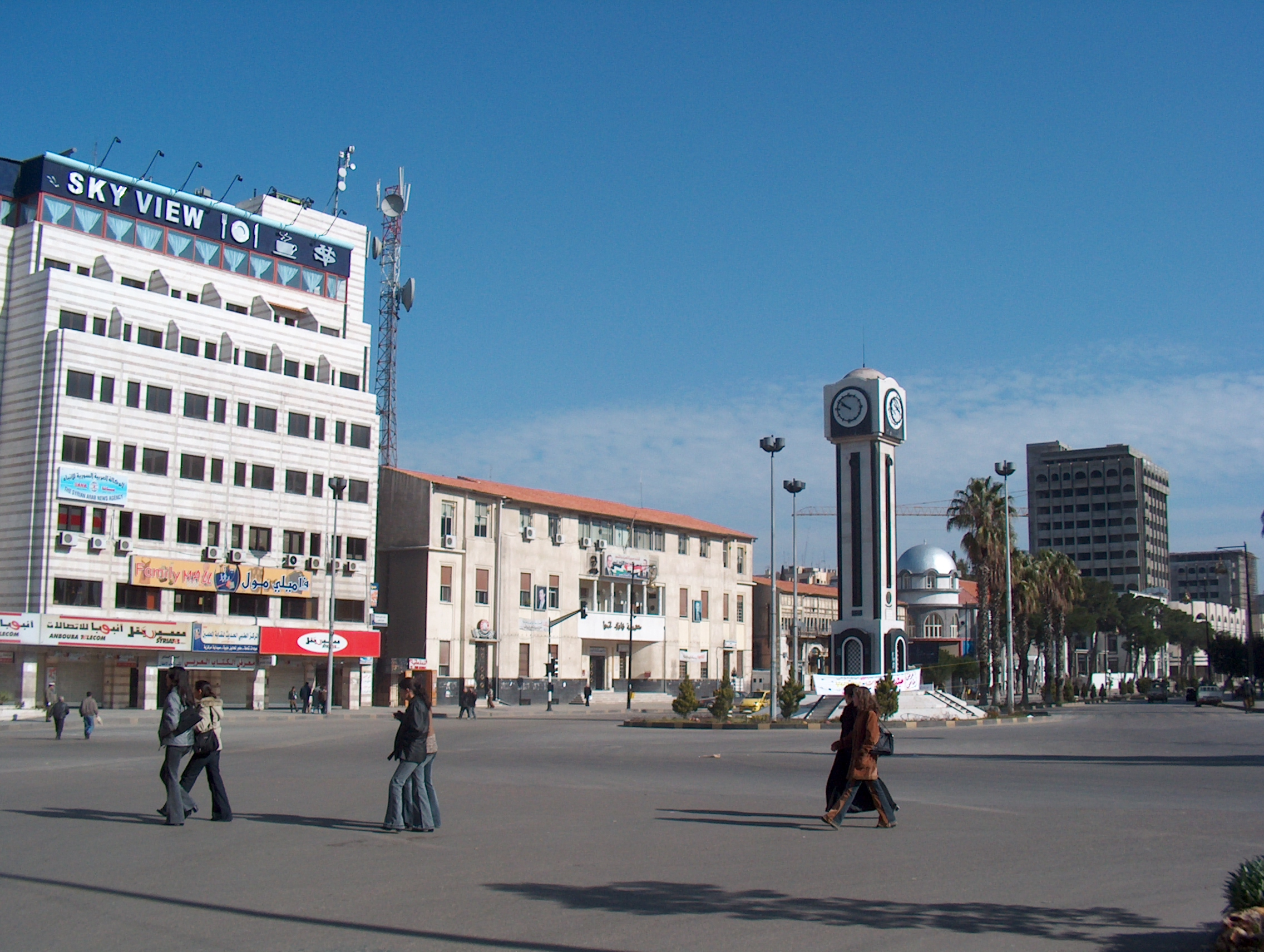
Центр города — Часовая площадь

- Мечеть Эн-Нури Эль-Кабир (построена в 1129 году).
- Мечеть Халида ибн аль-Валида — здесь же находится гробница Халида ибн аль-Валида, известного и почитаемого исламского воина.
- Церковь Умм Эз-Зуннар (в честь пояса Девы Марии, построена в 59 году).
- Церковь Элиана Хомсского (построена в 432 году).
- Цитадель Хомса.
- Стены Хомса.

## Известные уроженцы
- Гелиогабал — император Римской Империи (218—222).
- Преподобный Роман Сладкопевец (конец V — первая половина VI века).
- Нуреддин аль-Атасси — премьер-министр Сирии (1968—1970).
- Халид ибн аль-Валид - Величайший исламский полководец (урождённый в Мекка, похоронен в Хомс в мечети Халида ибн Валида)

## Города-побратимы
- Белу-Оризонти (порт. Belo Horizonte), Бразилия (2001)